# Populationsdenken
Als Populationsdenken bezeichnet man in der Evolutionsbiologie eine Denkweise, die dem typologischen oder auch essentialistischen Denken gegenübergestellt wird. Die Bezeichnung wurde von dem Evolutionsbiologen Ernst Mayr im Jahr 1959 eingeführt, der damit auf eine, aus seiner Sicht, wesentliche Konsequenz der Theorie Charles Darwins hinweisen wollte.
Kern des Populationsdenkens ist, dass Organismen individuelle Angehörige von Populationen sind, wobei die Eigenschaften jedes Individuums einzigartig sind. Natürliche Gruppen von Individuen wie biologische Arten sind danach Abstammungsgemeinschaften, deren Ähnlichkeit zueinander auf ihrer Verwandtschaft und (bei sexuell reproduzierenden Arten) auf dem Austausch von Erbfaktoren (Genfluss) bei der Fortpflanzung beruht. Gemeinsamkeiten zwischen Individuen beruhen also nicht auf einem Idealbild oder Typus einer Art, Unterschiede zwischen ihnen nicht nur darauf, dass aufgrund von Störfaktoren oder Unvollkommenheiten dieser im Individuum real nur annähernd verwirklicht sei, sondern solche Typen hätten real keine Existenz, sie bildeten nur statistische Mittelwerte ab.
Das Populationsdenken ist für Mayr ein grundlegender Unterschied zwischen den biologischen und physikalischen Wissenschaften, da physikalische Objekte wie Atome, im Gegensatz zu biologischen Objekten, tatsächlich keine Individualität besitzen, womit auf grundsätzlicher Ebene keinerlei Variationen von ihnen – oder gar Übergänge zwischen ihnen – existieren.

## Essentialistisches und Populationsdenken aus biologischer Sicht
Mayr zufolge war die Biologie, besonders die biologische Taxonomie und Systematik, bis Darwin von typologischem Denken geprägt. Die Begründer der Taxonomie wie Carl von Linné seien überzeugt gewesen, dass jede Art oder Gattung so etwas wie eine vollkommene Urform, den Typus, besitze. Hin und wieder komme es zu Abweichungen, die tatsächlich so etwas wie Missgeburten, Monstrositäten, Abnormitäten seien, aber im Normalfall, wenn Störungen ausblieben, nähere sich jedes Individuum perfekt dem Typus an. In philosophischer Tradition der antiken griechischen Philosophie, besonders Platon und Aristoteles (vermittelt durch Porphyrios und die mittelalterlichen Scholastiker), hätten viele diese Typen oder Essenzen tatsächlich für realer gehalten als die Individuen, die sie nur unvollkommen repräsentierten. Sie hätten die Art (eidos) und die Gruppe (genos) der aristotelischen Logik auf biologische Objekte übertragen.
Der Wissenschaftsphilosoph Karl Popper prägte für dieses Denken in Typen die (abwertend gemeinte) Bezeichnung Essentialismus, die durch einen seiner Schüler, David L. Hull, auf das typologische Denken in der Biologie übertragen wurde.
Das Populationsdenken betrachtet keine Objekte, sondern Individuen. So werden Tiere und Pflanzen als Individuen gesehen, die sich graduell von anderen Angehörigen ihrer Population unterscheiden (daher „Populationsdenken“). Auch die Arten können noch graduelle Übergänge zueinander aufweisen, da sie in der Vergangenheit immer aus der Aufspaltung früher existierender Arten hervorgegangen sind (vgl. Artikel Artbildung). Wenn sie, was tatsächlich häufiger ist, gegenwärtig klar voneinander geschieden erscheinen, liegt es daran, dass die früher einmal bestandene Fortpflanzungsgemeinschaft verloren gegangen ist, wodurch sie sich in ihren Merkmalen auseinanderentwickeln konnten, und dass Individuen mit „mittleren“ Merkmalskombinationen von der Selektion benachteiligt worden waren.
Die Bezeichnung Population verstand Mayr, wie sich aus seinen Definitionen klar ergibt, in einem statistischen Sinne. Die aus der Genetik entwickelte Bezeichnung Population als reale, evolutionäre Einheit, die etwa der Populationsbiologie zugrunde liegt, ist ein spezieller Fall davon, aber nicht identisch. Entscheidend für Mayrs Populationsdenken sind die Individuen. Der von ihm verwendete Populationsbegriff geht auf Francis Galton zurück, Darwin selbst verwendete ihn kaum.

## Typen und Typologie in der heutigen Biologie
Überall, wo in der Biologie von Typen die Rede ist (zum Beispiel Typus in der Nomenklatur, Wildtyp, Zuchtform), ist das dieser Auffassung zufolge ein Relikt der früheren Anschauungsweise. Möglicherweise wird damit sogar suggeriert, es gäbe eine Essenz, einen Standard, von dem Mutationen als abweichend geordnet werden könnten. Tatsächlich liegen aber Fortpflanzungsgemeinschaften vor, in denen kein einziges Individuum eine „berechtigtere“ oder „echtere“ Beschaffenheit habe als ein anderes. Jedes Individuum ist einzigartig und weicht mit graduellen Stufen von seinen Artgenossen ab.
Ähnliche Probleme sind in der Biologie weit verbreitet und entstehen nach Ernst Mayr durch die unvollständige Überwindung des essentialistischen Denkens in der Biologie. Er fordert deshalb die Emanzipation der Biologie.